# Lokale zèta-functie
Stel dat V een niet-singuliere n-dimensionale projectieve algebraïsche variëteit is over het veld Fq met q elementen. In de getaltheorie wordt de lokale zèta-functie Z(V, s) van V (soms ook de congruente zètafunctie genoemd) gedefinieerd als
{\displaystyle Z(V,s)=\exp \left(\sum _{m=1}^{\infty }{\frac {N_{m}}{m}}(q^{-s})^{m}\right)}
waar Nm het aantal punten van V is, dat gedefinieerd is over de graad m met uitbreiding Fqm van Fq. 
Door de variabele transformatie {\displaystyle u=q^{-s}} wordt het gedefinieerd door
{\displaystyle {\mathit {Z}}(V,u)=\exp \left(\sum _{m=1}^{\infty }N_{m}{\frac {u^{m}}{m}}\right)}
als de formele machtreeksen van de variabele u.
Equivalent wordt de lokale zèta-functie soms gedefinieerd als:
{\displaystyle (1)\ \ {\mathit {Z}}(V,0)=1\,}
{\displaystyle (2)\ \ {\frac {d}{du}}\log {\mathit {Z}}(V,u)=\sum _{m=1}^{\infty }N_{m}u^{m-1}\ .}
Met andere woorden wordt de lokale zèta-functie Z(v,u) met coëfficiënten in het eindige veld F gedefinieerd als een functie waarvan de logaritmische afgeleide de getallen Nm van de oplossingen van de vergelijking genereert, daarbij V in de m-e graad uitbreiding Fm definiërend.